# تئوری بیگ بنگ (فصل ۴)
فصل چهارم سریال کمدی آمریکایی تئوری بیگ بنگ از ۲۳ سپتامبر ۲۰۱۰ تا ۱۹ مه ۲۰۱۱ از شبکه سی‌بی‌اس پخش شد.

## تولید
در طول فصل، کیلی کوئوکو، بازیگر شخصیت پنی، پس از سقوط از اسب و شکستگی پایش، در قسمت‌های ۵ و ۶ غایب بود. هنگام بازگشت به سریال، او نشان داده شد که به جای پیشخدمت در محل کار معمول خود، کارخانه کیک پنیر، به عنوان یک بارمن کار می کند تا آسیب خود را پنهان کند. در ژانویه ۲۰۱۱، تئوری بیگ بنگ برای سه فصل دیگر تمدید شد. تمدید آن تا فصل ۲۰۱۳–۲۰۱۴ برای فصل پنجم، ششم و هفتم.

## بازیگران

### شخصیت‌های اصلی
- جانی گالکی در نقش دکتر لئونارد هافستادر: فیزیکدانی که دارای ضریب هوشی ۱۷۳ است و ۲۴ سالگی دکترا گرفته‌است. او به همراه دوست و همکارش شلدون کوپر در یک آپارتمان زندگی می‌کند.
- جیم پارسونز در نقش دکتر شلدون کوپر: فیزیکدانی که اهل تگزاس است و از کودکی نبوغ خود را نشان داده‌است. او دارای ضریب هوشی ۱۸۷ است و در ۱۱ سالگی وارد کالج شده و در ۱۶ سالگی نخستین دکترایش را اخذ کرده‌است.
- کیلی کوئوکو در نقش پنی: دختر جذاب و بلوندی که در همسایگی شلدون و لئونارد زندگی می‌کند و از همان ابتدا لئونارد به او علاقه‌مند می‌شود.
- سایمون هلبرگ در نقش هاوارد والوویتز: مهندس هوافضا که یهودی است و با مادرش زندگی می‌کند. بر خلاف، شلدون، لئونارد و راج، هاوارد دکترا ندارد و دارای فوق‌لیسانس است.
- کونال نایر در نقش دکتر راجش کوتراپالی: او اهل دهلی نو است و به عنوان اخترشناس در موسسه فناوری کالیفرنیا کار می‌کند. او در مقابل زنان بسیار خجالتی است و در صورتی که الکل ننوشیده باشد نمی‌تواند با زنان صحبت کند.
- ملیسا راوش در نقش برنادت راستنکاوسکی
- ماییم بیالیک در نقش ایمی فارا فاولر

## قسمت‌ها
| شم. کلی | شم. در فصل | عنوان                                     | کارگردان        | نویسنده | تاریخ انتشار اصلی | کد تولید | U.S. تعداد بیننده (میلیون) |
| ------- | ---------- | ----------------------------------------- | --------------- | --- | ----------------- | -------- | -------------------------- |
| 64      | 1          | «The Robotic Manipulation»                | Mark Cendrowski | داستان : Chuck Lorre & Lee Aronsohn & Dave Goetsch نمایشنامۀ تلویزیونی : Steven Molaro & Eric Kaplan & Steve Holland   | ۲۳ سپتامبر ۲۰۱۰   | 3X6651   | 14.04                      |
| 65      | 2          | «The Cruciferous Vegetable Amplification» | Mark Cendrowski | داستان : Bill Prady & Lee Aronsohn & Steve Holland نمایشنامۀ تلویزیونی : Chuck Lorre & Steven Molaro & Jim Reynolds    | ۳۰ سپتامبر ۲۰۱۰   | 3X6652   | 13.05                      |
| 66      | 3          | «The Zazzy Substitution»                  | Mark Cendrowski | داستان : Chuck Lorre & Bill Prady & Jim Reynolds نمایشنامۀ تلویزیونی : Lee Aronsohn & Steven Molaro & Maria Ferrari    | ۷ اکتبر ۲۰۱۰      | 3X6653   | 12.59                      |
| 67      | 4          | «The Hot Troll Deviation»                 | Mark Cendrowski | داستان : Chuck Lorre & Steven Molaro & Adam Faberman نمایشنامۀ تلویزیونی : Bill Prady & Lee Aronsohn & Maria Ferrari   | ۱۴ اکتبر ۲۰۱۰     | 3X6654   | 12.57                      |
| 68      | 5          | «The Desperation Emanation»               | Mark Cendrowski | داستان : Bill Prady & Lee Aronsohn & Dave Goetsch نمایشنامۀ تلویزیونی : Chuck Lorre & Steven Molaro & Steve Holland    | ۲۱ اکتبر ۲۰۱۰     | 3X6655   | 13.05                      |
| 69      | 6          | «The Irish Pub Formulation»               | Mark Cendrowski | داستان : Chuck Lorre & Lee Aronsohn & Steven Molaro نمایشنامۀ تلویزیونی : Bill Prady & Eric Kaplan & Maria Ferrari     | ۲۸ اکتبر ۲۰۱۰     | 3X6656   | 13.04                      |
| 70      | 7          | «The Apology Insufficiency»               | Mark Cendrowski | داستان : Chuck Lorre & Lee Aronsohn & Maria Ferrari نمایشنامۀ تلویزیونی : Bill Prady & Steven Molaro & Steve Holland   | ۴ نوامبر ۲۰۱۰     | 3X6657   | 14.00                      |
| 71      | 8          | «The 21-Second Excitation»                | Mark Cendrowski | داستان : Chuck Lorre & Bill Prady & Jim Reynolds نمایشنامۀ تلویزیونی : Lee Aronsohn & Steven Molaro & Steve Holland    | ۱۱ نوامبر ۲۰۱۰    | 3X6658   | 13.11                      |
| 72      | 9          | «The Boyfriend Complexity»                | Mark Cendrowski | داستان : Chuck Lorre & Lee Aronsohn & Jim Reynolds نمایشنامۀ تلویزیونی : Bill Prady & Steven Molaro & Dave Goetsch     | ۱۸ نوامبر ۲۰۱۰    | 3X6659   | 13.02                      |
| 73      | 10         | «The Alien Parasite Hypothesis»           | Mark Cendrowski | داستان : Chuck Lorre & Steven Molaro & Steve Holland نمایشنامۀ تلویزیونی : Lee Aronsohn & Jim Reynolds & Maria Ferrari | ۹ دسامبر ۲۰۱۰     | 3X6660   | 12.03                      |
| 74      | 11         | «The Justice League Recombination»        | Mark Cendrowski | داستان : Chuck Lorre & Lee Aronsohn & Maria Ferrari نمایشنامۀ تلویزیونی : Bill Prady & Steven Molaro & Steve Holland   | ۱۶ دسامبر ۲۰۱۰    | 3X6661   | 13.24                      |
| 75      | 12         | «The Bus Pants Utilization»               | Mark Cendrowski | داستان : Chuck Lorre & Lee Aronsohn & Maria Ferrari نمایشنامۀ تلویزیونی : Bill Prady & Steven Molaro & Eric Kaplan     | ۶ ژانویه ۲۰۱۱     | 3X6662   | 13.98                      |
| 76      | 13         | «The Love Car Displacement»               | Anthony Rich    | داستان : Chuck Lorre & Bill Prady & Dave Goetsch نمایشنامۀ تلویزیونی : Lee Aronsohn & Steven Molaro & Steve Holland    | ۲۰ ژانویه ۲۰۱۱    | 3X6663   | 13.63                      |
| 77      | 14         | «The Thespian Catalyst»                   | Mark Cendrowski | داستان : Chuck Lorre & Lee Aronsohn & Jim Reynolds نمایشنامۀ تلویزیونی : Bill Prady & Steven Molaro & Maria Ferrari    | ۳ فوریه ۲۰۱۱      | 3X6664   | 13.83                      |
| 78      | 15         | «The Benefactor Factor»                   | Mark Cendrowski | داستان : Bill Prady & Lee Aronsohn & Dave Goetsch نمایشنامۀ تلویزیونی : Chuck Lorre & Eric Kaplan & Steve Holland      | ۱۰ فوریه ۲۰۱۱     | 3X6665   | 12.79                      |
| 79      | 16         | «The Cohabitation Formulation»            | Mark Cendrowski | داستان : Chuck Lorre & Lee Aronsohn & Dave Goetsch نمایشنامۀ تلویزیونی : Bill Prady & Steven Molaro & Jim Reynolds     | ۱۷ فوریه ۲۰۱۱     | 3X6666   | 12.41                      |
| 80      | 17         | «The Toast Derivation»                    | Mark Cendrowski | داستان : Bill Prady & Dave Goetsch & Maria Ferrari نمایشنامۀ تلویزیونی : Chuck Lorre & Steven Molaro & Jim Reynolds    | ۲۴ فوریه ۲۰۱۱     | 3X6667   | 12.35                      |
| 81      | 18         | «The Prestidigitation Approximation»      | Mark Cendrowski | داستان : Bill Prady & Steve Holland & Eddie Gorodetsky نمایشنامۀ تلویزیونی : Chuck Lorre & Steven Molaro & Eric Kaplan | ۱۰ مارس ۲۰۱۱      | 3X6668   | 12.06                      |
| 82      | 19         | «The Zarnecki Incursion»                  | Peter Chakos    | داستان : Chuck Lorre & Steven Molaro & Maria Ferrari نمایشنامۀ تلویزیونی : Bill Prady & Dave Goetsch & Jim Reynolds    | ۳۱ مارس ۲۰۱۱      | 3X6669   | 11.92                      |
| 83      | 20         | «The Herb Garden Germination»             | Mark Cendrowski | داستان : Chuck Lorre & Eric Kaplan & Eddie Gorodetsky نمایشنامۀ تلویزیونی : Bill Prady & Steven Molaro & Steve Holland | ۷ آوریل ۲۰۱۱      | 3X6670   | 11.40                      |
| 84      | 21         | «The Agreement Dissection»                | Mark Cendrowski | داستان : Bill Prady & Dave Goetsch & Eddie Gorodetsky نمایشنامۀ تلویزیونی : Chuck Lorre & Steven Molaro & Eric Kaplan  | ۲۸ آوریل ۲۰۱۱     | 3X6671   | 10.71                      |
| 85      | 22         | «The Wildebeest Implementation»           | Mark Cendrowski | داستان : Chuck Lorre & Steven Molaro & Eric Kaplan نمایشنامۀ تلویزیونی : Bill Prady & Eddie Gorodetsky & Maria Ferrari | ۵ مه ۲۰۱۱         | 3X6672   | 10.50                      |
| 86      | 23         | «The Engagement Reaction»                 | Howard Murray   | داستان : Bill Prady & Eric Kaplan & Jim Reynolds نمایشنامۀ تلویزیونی : Chuck Lorre & Steven Molaro & Steve Holland     | ۱۲ مه ۲۰۱۱        | 3X6673   | 10.78                      |
| 87      | 24         | «The Roommate Transmogrification»         | Mark Cendrowski | داستان : Chuck Lorre & Steven Molaro & Eddie Gorodetsky نمایشنامۀ تلویزیونی : Bill Prady & Eric Kaplan & Jim Reynolds  | ۱۹ مه ۲۰۱۱        | 3X6674   | 11.30                      |

## بازخورد
فصل چهارم برای پیشرفت شخصیت مورد تحسین قرار گرفت. آلن سپین وال از آپروکس اضافه شدن برنادت و ایمی به بازیگران را ستود و نوشت: «با ارتقای ایمی فارا فاولر و برنادت به وضعیت نیمه دائمی، سریال اکنون می‌تواند بخش‌های زیادی از هر قسمت را صرف تمرکز بر زنان کند. در این روند، پنی به جای اینکه فقط یک فویل برای آدم‌های عصبی باشد، به شخصیتی بسیار دقیق‌تر تبدیل شده است». ایملی ون درورف از ای.وی. کلاب نوشت که "تقابل جیم پارسونز و کیلی کوئوکو سلاح مخفی نمایش باقی می‌ماند"، و اریک هوچبرگر از TV Fanatic نوشت: "در واقع، همه چیز در مورد داستان اصلی شگفت انگیز بود "ماییم بیالیک" متناسب نقش است.